# Taekwondo na Igrzyskach Europejskich 2015
Taekwondo na Igrzyskach Europejskich 2015 – podczas rozgrywanych w Baku pierwszych igrzysk europejskich 128 sportowców rywalizowało w 8 konkurencjach. Zawody odbyły się w dniach 16–19 czerwca w Bakı Kristal Zalı (Bakijskiej Hali Kryształowej).

## Kwalifikacje
Przepustki na Igrzyska przyznano zawodnikom na podstawie rankingu Światowej Federacji Taekwondo (WTF) z dnia 31 grudnia 2014 r. Jeden komitet narodowy mógł być reprezentowany przez co najwyżej czterech zawodników każdej płci, przy czym w jednej konkurencji wystartować mogło nie więcej niż dwóch z nich. Gospodarzowi, Azerbejdżanowi przyznano osiem miejsc – po jednym w każdej konkurencji. Również osiem miejsc rozdysponowano niezależnie od rankingu WTF.

## Kalendarz
| OC | Ceremonia otwarcia | ● | Eliminacje | 1 | Finały | CC | Ceremonia zamknięcia |

| Czerwiec  | 12 Pią | 13 Sob | 14 Nie | 15 Pon | 16 Wto | 17 Śro | 18 Czw | 19 Pią | 20 Sob | 21 Nie | 22 Pon | 23 Wto | 24 Śro | 25 Czw | 26 Pią | 27 Sob | 28 Nie | Konkurencje |
| --------- | ------ | ------ | ------ | ------ | ------ | ------ | ------ | ------ | ------ | ------ | ------ | ------ | ------ | ------ | ------ | ------ | ------ | ----------- |
| Taekwondo |        |        |        |        | 2      | 2      | 2      | 2      |        |        |        |        |        |        |        |        |        | 8           |

## Rezultaty

### Kobiety
| Konkurencja               | Złoto                   | Srebro            | Brąz                               |
| do 49 kg (szczegóły)      | Charlie Maddock         | Tijana Bogdanović | Patimat Abakarowa Lucija Zaninović |
| do 57 kg (szczegóły)      | Jade Jones              | Ana Zaninović     | Eva Calvo Gómez Nikita Glasnović   |
| do 67 kg (szczegóły)      | Anastasija Barysznikowa | Fəridə Əzizova    | Elin Johansson Nur Tatar           |
| powyżej 67 kg (szczegóły) | Gwladys Épangue         | Milica Mandić     | Olga Iwanowa Iva Radoš             |

### Mężczyźni
| Konkurencja               | Złoto                  | Srebro                | Brąz                                       |
| do 58 kg (szczegóły)      | Rui Bragança           | Jesús Tortosa Cabrera | Si Mohamed Ketbi Levent Tuncat             |
| do 68 kg (szczegóły)      | Ayxan Tağızadə         | Karol Robak           | Aleksiej Dienisienko Joel González Bonilla |
| do 80 kg (szczegóły)      | Milad Bejgi Harczegani | Albiert Gaun          | Júlio Ferreira Lutalo Muhammad             |
| powyżej 80 kg (szczegóły) | Radik Isajew           | Władisław Łarin       | Vedran Golec Daniel Ros Gómez              |

## Tabela medalowa
| Miejsce | Państwo         | Złoto | Srebro | Brąz | Razem |
| ------- | --------------- | ----- | ------ | ---- | ----- |
| 1       | Azerbejdżan     | 3     | 1      | 1    | 5     |
| 2       | Wielka Brytania | 2     | 0      | 1    | 3     |
| 3       | Rosja           | 1     | 2      | 2    | 5     |
| 4       | Portugalia      | 1     | 0      | 1    | 2     |
| 5       | Francja         | 1     | 0      | 0    | 1     |
| 6       | Serbia          | 0     | 2      | 0    | 2     |
| 7       | Chorwacja       | 0     | 1      | 3    | 4     |
| 7       | Hiszpania       | 0     | 1      | 3    | 4     |
| 9       | Polska          | 0     | 1      | 0    | 1     |
| 10      | Szwecja         | 0     | 0      | 2    | 2     |
| 11      | Belgia          | 0     | 0      | 1    | 1     |
| 11      | Niemcy          | 0     | 0      | 1    | 1     |
| 11      | Turcja          | 0     | 0      | 1    | 1     |
| Razem   | Razem           | 8     | 8      | 16   | 32    |